# 아방가르드 재즈
아방가르드 재즈(Avant-garde jazz)은 재즈 장르 중 하나이다. 아방가르드 예술 음악을 재즈의 구성과 병합한 음악 및 즉흥 스타일이다. 1950년대에 기원하여 1960년대에 발전하였다. 원래 프리 재즈와 동의어이지만, 아방가르드 재즈는 해당 스타일과는 구별되었다.

## 개요
1950년대의 말기, 그 때까지의 모던 재즈와는 전혀 다른 개념의 새 재즈가 발생했다. 개시자는 알토 색소폰의 오넷 콜멘이다. 리듬, 멜로디, 하모니의 3분야에 걸쳐 종래의 관념으로는 엉터리라고 생각되던 일을 당당히 해냈다. 처음에는 조소를 받았으나 추종자가 많이 나타나 주류파에서도 그 수법을 채택하는 사람이 많아져서 다음 세대의 재즈를 담당할 것으로 인식되고 있다.

## 같이 보기
- 프리 재즈
- 재즈 퓨전